# Domácí lékař aneb nic není jen tak...
Domácí lékař aneb nic není jen tak... je vzdělávací cyklus České televize zabývající se prevencí nebo domácím léčením některých běžných nemocí. Má také poradit, ve kterém případě je už vhodné vyhledat lékařskou pomoc. Pořad je nepravidelně vysílán od roku 2006 a do prosince 2011 bylo odvysíláno 108 dílů. Každý díl trvá 5–10 minut a provází jím MUDr. Jiří Pešina, režíruje Martin Hanzlíček.

## Seznam odvysílaných dílů
| Pořadí | Název dílu                                  | Odkaz do archivu ČT       |
| ------ | ------------------------------------------- | ------------------------- |
| 1      | Nachlazení                                  | Spustit z videoarchivu ČT |
| 2      | Horečka                                     | Spustit z videoarchivu ČT |
| 3      | Bolest hlavy                                | Spustit z videoarchivu ČT |
| 4      | Jarní únava                                 | Spustit z videoarchivu ČT |
| 5      | Inkontinence                                | Spustit z videoarchivu ČT |
| 6      | Infarkt                                     | Spustit z videoarchivu ČT |
| 7      | Pneumokokové infekce - Zánět středního ucha | Spustit z videoarchivu ČT |
| 8      | Bolest zad                                  | Spustit z videoarchivu ČT |
| 9      | Astma                                       | Spustit z videoarchivu ČT |
| 10     | Bércové vředy                               | Spustit z videoarchivu ČT |
| 11     | Těžká obezita                               | Spustit z videoarchivu ČT |
| 12     | Totální náhrada kyčelního kloubu            | Spustit z videoarchivu ČT |
| 13     | Unavené oči                                 | Spustit z videoarchivu ČT |
| 14     | Náhlá zástava srdce                         | Spustit z videoarchivu ČT |
| 15     | Suché oči                                   | Spustit z videoarchivu ČT |
| 16     | Akné                                        | Spustit z videoarchivu ČT |
| 17     | Mozkové výdutě                              | Spustit z videoarchivu ČT |
| 18     | Rakovina prsu                               | Spustit z videoarchivu ČT |
| 19     | Vysoký krevní tlak                          | Spustit z videoarchivu ČT |
| 20     | Diabetická noha                             | Spustit z videoarchivu ČT |
| 21     | Chřipka                                     | Spustit z videoarchivu ČT |
| 22     | Nádor prostaty                              | Spustit z videoarchivu ČT |
| 23     | Ústní hygiena                               | Spustit z videoarchivu ČT |
| 24     | Kolorektální karcinom                       | Spustit z videoarchivu ČT |
| 25     | Měření tlaku                                | Spustit z videoarchivu ČT |
| 26     | Nadváha                                     | Spustit z videoarchivu ČT |
| 27     | Mikrobi v ústech                            | Spustit z videoarchivu ČT |
| 28     | Osteoporóza                                 | Spustit z videoarchivu ČT |
| 29     | Kašel a chrapot                             | Spustit z videoarchivu ČT |
| 30     | Žloutenka                                   | Spustit z videoarchivu ČT |
| 31     | Klíšťová encefalitida                       | Spustit z videoarchivu ČT |
| 32     | Hemoroidy                                   | Spustit z videoarchivu ČT |
| 33     | Poranění kůže                               | Spustit z videoarchivu ČT |
| 34     | Maligní melanom kůže                        | Spustit z videoarchivu ČT |
| 35     | Problémy nehtů                              | Spustit z videoarchivu ČT |
| 36     | Nespavost                                   | Spustit z videoarchivu ČT |
| 37     | Závratě                                     | Spustit z videoarchivu ČT |
| 38     | Anémie                                      | Spustit z videoarchivu ČT |
| 39     | Cirhóza jater                               | Spustit z videoarchivu ČT |
| 40     | Kocovina                                    | Spustit z videoarchivu ČT |
| 41     | Metabolický syndrom                         | Spustit z videoarchivu ČT |
| 42     | Omrzliny a podchlazení                      | Spustit z videoarchivu ČT |
| 43     | Vředová choroba                             | Spustit z videoarchivu ČT |
| 44     | Lymfatický otok                             | Spustit z videoarchivu ČT |
| 45     | Apendicitida                                | Spustit z videoarchivu ČT |
| 46     | Revmatoidní artritida                       | Spustit z videoarchivu ČT |
| 47     | Mononukleóza (EB virus)                     | Spustit z videoarchivu ČT |
| 48     | Ledvinová kolika                            | Spustit z videoarchivu ČT |
| 49     | Svědění                                     | Spustit z videoarchivu ČT |
| 50     | Onemocnění štítné žlázy                     | Spustit z videoarchivu ČT |
| 51     | Zánět spojivek                              | Spustit z videoarchivu ČT |
| 52     | Zánět močových cest                         | Spustit z videoarchivu ČT |
| 53     | Zbytnění prostaty                           | Spustit z videoarchivu ČT |
| 54     | Stres a jak mu čelit                        | Spustit z videoarchivu ČT |
| 55     | Nadýmání                                    | Spustit z videoarchivu ČT |
| 56     | Lymeská borelióza                           | Spustit z videoarchivu ČT |
| 57     | Atopický ekzém                              | Spustit z videoarchivu ČT |
| 58     | Otravy                                      | Spustit z videoarchivu ČT |
| 59     | Problémy v těhotenství                      | Spustit z videoarchivu ČT |
| 60     | Zánět slinivky břišní                       | Spustit z videoarchivu ČT |
| 61     | Potíže s pletí                              | Spustit z videoarchivu ČT |
| 62     | Salmonelóza                                 | Spustit z videoarchivu ČT |
| 63     | Sexuálně přenosné choroby                   | Spustit z videoarchivu ČT |
| 64     | Tenisový a oštěpařský loket                 | Spustit z videoarchivu ČT |
| 65     | Střevní paraziti                            | Spustit z videoarchivu ČT |
| 66     | Otřes mozku                                 | Spustit z videoarchivu ČT |
| 67     | Bechtěrevova choroba                        | Spustit z videoarchivu ČT |
| 68     | Zánět dutin                                 | Spustit z videoarchivu ČT |
| 69     | Nádor tlustého střeva a konečníku           | Spustit z videoarchivu ČT |
| 70     | Ischemická choroba dolních končetin         | Spustit z videoarchivu ČT |
| 71     | Bodnutí hmyzem                              | Spustit z videoarchivu ČT |
| 72     | Křečové žíly                                | Spustit z videoarchivu ČT |
| 73     | Pálení žáhy                                 | Spustit z videoarchivu ČT |
| 74     | Premenstruační syndrom                      | Spustit z videoarchivu ČT |
| 75     | Paraziti                                    | Spustit z videoarchivu ČT |
| 76     | Průjem                                      | Spustit z videoarchivu ČT |
| 77     | Kvasinky                                    | Spustit z videoarchivu ČT |
| 78     | Zvracení                                    | Spustit z videoarchivu ČT |
| 79     | Dětské nemoci I                             | Spustit z videoarchivu ČT |
| 80     | Dna                                         | Spustit z videoarchivu ČT |
| 81     | Chronické onemocnění ledvin                 | Spustit z videoarchivu ČT |
| 82     | Úpal, úžeh                                  | Spustit z videoarchivu ČT |
| 83     | Hypotenze                                   | Spustit z videoarchivu ČT |
| 84     | Dětské nemoci II                            | Spustit z videoarchivu ČT |
| 85     | Celiakie                                    | Spustit z videoarchivu ČT |
| 86     | Klimakterické obtíže                        | Spustit z videoarchivu ČT |
| 87     | Angina pectoris                             | Spustit z videoarchivu ČT |
| 88     | Kýla                                        | Spustit z videoarchivu ČT |
| 89     | Angína                                      | Spustit z videoarchivu ČT |
| 90     | Ketoacidóza                                 | Spustit z videoarchivu ČT |
| 91     | Zánět žil                                   | Spustit z videoarchivu ČT |
| 92     | Potíže s usínáním dětí                      | Spustit z videoarchivu ČT |
| 93     | Tabakismus                                  | Spustit z videoarchivu ČT |
| 94     | Alkoholizmus                                | Spustit z videoarchivu ČT |
| 95     | Plešatění                                   | Spustit z videoarchivu ČT |
| 96     | Žlučníkový záchvat                          | Spustit z videoarchivu ČT |
| 97     | Rýma a virózy                               | Spustit z videoarchivu ČT |
| 98     | Problémy s vlasy                            | Spustit z videoarchivu ČT |
| 99     | Zácpa                                       | Spustit z videoarchivu ČT |
| 100    | Krční páteř                                 | Spustit z videoarchivu ČT |
| 101    | Opary                                       | Spustit z videoarchivu ČT |
| 102    | Bolesti v zádech                            | Spustit z videoarchivu ČT |
| 103    | Hluk a sluch                                | Spustit z videoarchivu ČT |
| 104    | Duševní hygiena                             | Spustit z videoarchivu ČT |
| 105    | Úrazy v přírodě                             | Spustit z videoarchivu ČT |
| 106    | Celulitida                                  | Spustit z videoarchivu ČT |
| 107    | Alergie                                     | Spustit z videoarchivu ČT |
| 108    | Lupénka                                     | Spustit z videoarchivu ČT |